# A Moulin Rouge-ban
A Moulin Rouge-ban (Au Moulin-Rouge) Henri de Toulouse-Lautrec festménye, amely az Art Institute of Chicago gyűjteményének része.

## Keletkezése
Toulouse-Lautrec neve összekapcsolódott a párizsi mulatóval, a Moulin Rouge-zsal annak megnyitása, 1889 óta. A klub tulajdonosa megvásárolta a művész Műlovarnő című képét, amelyet a folyosón helyezett el. A Moulin Rouge-ban című képet a szórakozóhely állandó vendégei népesítik be, köztük maga a festő. Ő a központi csoport mögötti apró férfi, aki unokatestvérével,  Gabriel Tapié de Céleyran orvossal beszélget.
A háttérben a táncosnő La Goulue igazítja a haját, őt Toulouse-Lautrec  a La Goulue a Moulin Rouge-ban című képén is megörökítette. Az asztalnál egy másik híres előadó, 
Jane Avril ül. A kép jobb szélén, erősen megvilágítva, kékes-zöldes arccal May Milton énekesnő látható. Az ő alakját vagy a művész, vagy műkereskedője levágta a festményről, talán azért, mert a furcsa megjelenése miatt nehéz lett volna eladni az alkotást. 1914-ben visszaillesztették a levágott részt a képhez. A festmény 1892 és 1895 között keletkezett, 1928-ban már a chicagói művészeti múzeum tulajdonában volt.